# Glena mopsaria
Glena mopsaria är en fjärilsart som beskrevs av William Schaus 1913. Glena mopsaria ingår i släktet Glena och familjen mätare. Inga underarter finns listade i Catalogue of Life.